# 魚道

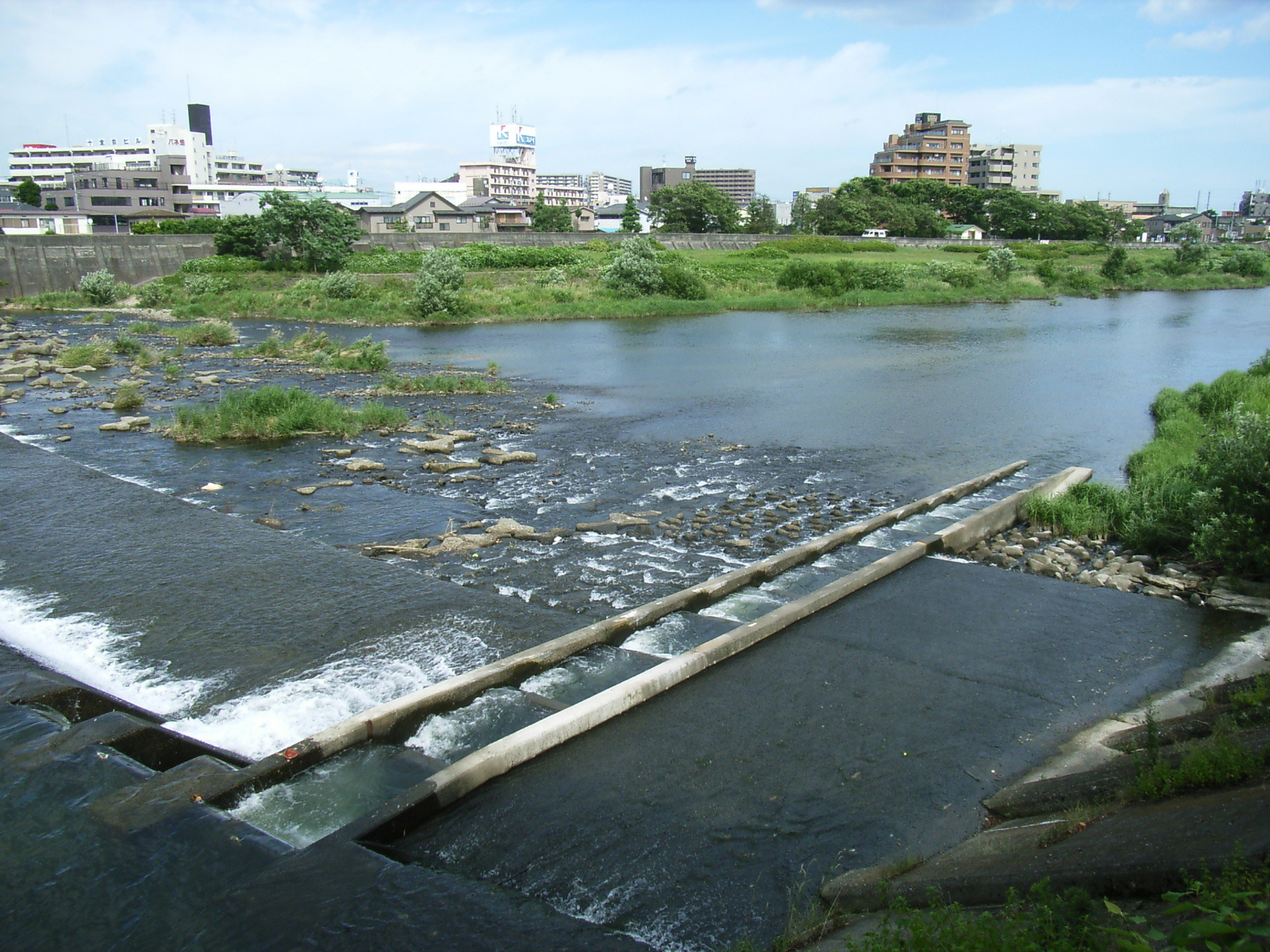
広瀬川の郡山堰右岸魚道。階段式。
（仙台市、2005年7月）

魚道（ぎょどう）は、魚の遡行が妨げられる箇所で、遡行を助けるために川に設ける工作物である。

## 概説
通常はダム、堰、床止めなどの施設に付属して設ける。魚道形式としては河床の段差部が比較的小さい場合はその一部から下流側の河床に向けて突き出した形状で設けられる突出型魚道、下流側の河床に向けて扇状に設けられる扇形魚道、河川幅の横断方向の全体に設置する全断面魚道などがある。
また、砂防ダムなど段差部の高低差が比較的大きな箇所に設ける専用の魚道としては無かったため、段差部が比較的小さな箇所に設ける「突出型魚道」に使用する魚道製品を利用して折り返して設置したり、螺旋状に積み上げて設置してきた建設例がある。
最近になり、砂防ダムなど高低差が比較的大きな箇所の専用魚道として開発された新型魚道は、砂防ダムや側壁など河川構造物の壁面の前面に直接取り付けることで壁面に沿って縦方向に組上げる魚道形式であり既に設置されている。高低差がより大きなダムなどに設ける魚道としては機械力を用いたエレベーター式魚道方式も挙げられる。

## 目的
川に棲息する魚類の中には、サケのように一生の間に川の上流と下流・海を行き来する（回遊する）種がある。しかし、川にダムや堰などの障害物が設置された場合には、魚の遡上が妨げられるため、それらの回遊する種は川に住めなくなり、その川から絶滅してしまう。歴史的には、魚道はそのような事態を防ぐために設けられ、サケ・マス・アユなどの漁業資源を保つために作られたのが始まりである。
近年では生態系保全の観点から、あらゆる魚と水生生物が対象に含められる傾向にある。川に棲む生き物は、大きな回遊をしない場合でも成長にともなう小規模の生活圏移動を行っている。特に最近になって、通常の生活域は常時水のある河川や水路であっても、河川の増水時に水没する川べりのヨシ原やかんがい（灌漑）が行われる水田など、一時的に水没する水域（一時的水域）で繁殖を行うという魚が多い、ということが判明してきた。
治水のために行われる川岸の護岸はヨシ原を消失させ、魚の繁殖にとって問題となる。また、圃場整備に伴う用排分離（これ自体は用水水質維持のために必要とされるが）によって、水路部分と水田部分の魚類の行き来が阻害されることが、メダカやドジョウ、ナマズ、絶滅危惧種のアユモドキ、イトヨといった魚類や、トキ・コウノトリ・サシバなど湿地・水田（里山）を生息域にする鳥類の減少・絶滅の原因であることが広く知られるようになってきている。また、洪水で流された生物が元の場所に復帰遡行できなければ、河川内で生活圏の後退が起こる。そのため、堰などで遮断された地点から上流の生態系は貧弱になる傾向がある。
今日の日本の河川は、経済目的のダムや砂防堰堤によって非常に細かく分断されており、先述のように一時的水域と恒常的水域の間も分断が強まっている。こうした状況下で漁業資源の保全のみならず生態系の保全をも行うために、サケ・マスのような大型で力が強い魚だけでなく、小さな魚やエビ、カニといった無脊椎動物まで対象にする魚道が構想され、施工されている。そうした中には、水路や河川と水田を結ぶ水田魚道と呼ばれるものや、海から遡上するエビやカニの幼体が這い上がれるように、底面に人工芝などの足場を張ったものなどがある。変わったものではウナギのためにブラシを並べたウナギ用魚道がある。
なお、現状では大規模な貯水池を持つダムへの魚道の付設事例は多くない。ダムは高落差ゆえ、魚を上流に上げるのが困難だが、下ってきた魚を広大な貯水池から魚道の上流口に導くのは、それ以上に困難となる。

## 基本構造による分類
魚道内を自然流下で流す形式には大別してプール式、ストリーム式がある。
前者は魚道内を多数の比較的大規模な隔壁で仕切って流速を抑える形式であり、隔壁の間には低流速の湛水域（プール）が出来る。後者はプール式よりも小規模な障害物で流れを抑える形式であり、プール式のような湛水域は生じない。しかし、障害物の大きさによってはプール式、ストリーム式の中間的な流れになる場合もあり、また、同じ魚道でも水深の増減によってプール式からストリーム式の流れに変わる場合もある。このような流れの変化を積極的に活用したものとしてハイブリッド式と呼ばれるものもある。一方、エレベータ、フィッシュポンプ、閘門などの機械力によって魚を上流に引き上げる魚道形式もあり、これらは総括してオペレーション式と呼ばれる。
また、自然石等を用いて自然河川のように魚道を構築したものもあり、これらは近自然型もしくは多自然型魚道と呼ばれる。前者はより自然に近づけた魚道という意味合いがあり、後者は魚道内に自然的要素を増やすという意味合いがある。これらの形式も自然流下を基本とするので、魚道内の流れはプール式、ストリーム式などと同様になる。

### 突出型魚道
「突出型魚道」の基本として共通した構造は、コンクリートの三面張り水路の中に一定間隔で仕切壁としてプール壁が設けられた構造となっている。水路内に設けるプール壁の各種形状により階段式、アイスハーバー式、バーチカルスロット式、潜孔式、粗石付き斜路式、デニール式などの魚道方式の名称がある。

### プール式魚道
| バーチカルスロット式魚道（石川県鍋谷川北沖用水堰）  |  | 越流式（アイスハーバー式）魚道（埼玉県利根川利根大堰） |
| バーチカルスロット式魚道 （石川県鍋谷川北沖用水堰） |  | 越流式（アイスハーバー式）魚道（埼玉県利根川利根大堰） |

水路の中に多数の仕切壁（隔壁）を連ね、その間に低流速の湛水域（プール）を設けた魚道をプール式魚道と言う。この魚道では、隔壁により水路内の流速を抑えられ、隔壁間の低流速域で魚が休息出来る。隔壁部で水をどう流すかで、越流式、バーチカルスロット式、潜孔式に区分される。越流式は隔壁上から水を越流させる方式であり、バーチカルスロット式は隔壁に空けた縦溝から水を流す方式である。一方、潜孔式は隔壁下部に空けた穴から水を流下させる方式である。
越流式には階段式、アイスハーバー式等がある。前者は古くから用いられている形式で隔壁上に段差を付けたものが多い。後者は隔壁の一部を高くして非越流としたもので、その両脇または片脇で水が越流するようにしたものである。非越流壁の後ろを安全な休息場として確保し、乱流を抑えることを狙っている。階段式、アイスハーバー式いずれの魚道でも洪水時にプール内に溜まる土砂、石レキを排除するため、隔壁下端に潜孔を設ける場合が多い。その際、アイスハーバー式では、流れの安定ともう一つの副次的な遡上経路にすることをねらって大きめの潜孔にする。
プール式魚道の隔壁部での流れは概して速く、魚にとって遡上の難所となる。 特に魚道上流の水位が上がると、隔壁部の流速も上がるので遡上は困難になる。この流速上昇はバーチカルスロット式、潜孔式では越流式ほど大きくなく、潜孔式では流速に加え、流量変動も抑制されるので、魚道内の流況は比較的安定する。 反面、これらの魚道では隔壁部の流速を十分抑えるために、隔壁上下流の水位差を越流式よりも小さくしなければならず、このため、魚道の勾配は緩やかになり、長大な魚道となってしまう。これは建設費の増大につながり、魚道配置の適正化にとってもマイナスとなる。また、これらの魚道では、隔壁部のゴミづまり等の問題にも注意を要す。例えば、バーチカルスロット式では浮遊ゴミでスロット閉塞すれば、局所的に水位差増大、流速増大となり、遡上の難所が出来る。一方、潜孔式では流下石レキによる閉塞が問題になりうるが、潜孔上流の接近流速は概して速くないので、大きな問題にならない可能性もある。例えば、階段式魚道でも土砂排除用に潜孔が設けられるが、この部分に石レキが詰まって水位差増大となった事例はない。

#### 階段式魚道

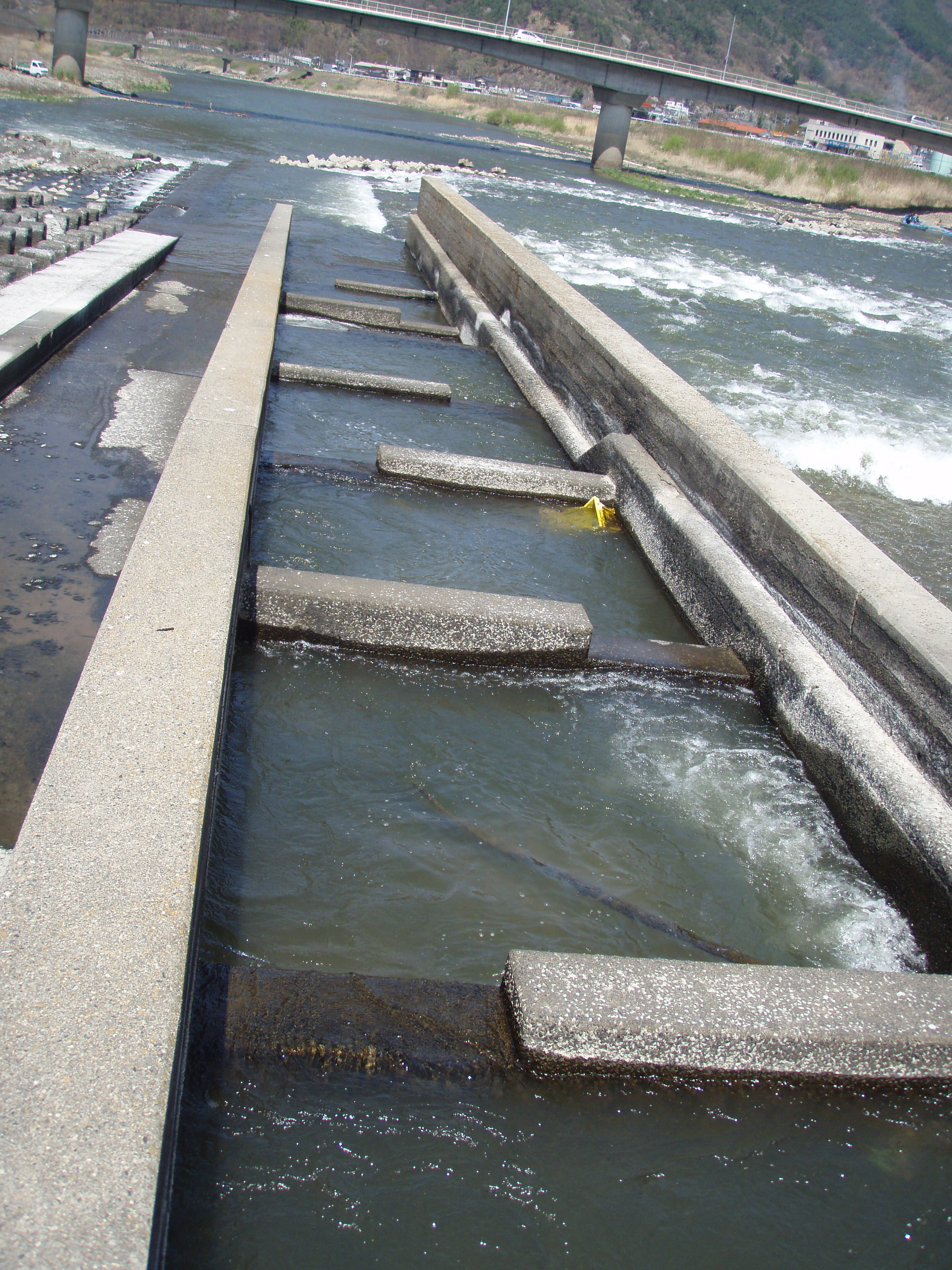
長野県坂城町、埴科頭首工に併設されている階段式魚道。(上流側から見る)

日本国内では遊泳魚用及び底生魚用として多い形式である。魚道内の流量が少なくても機能するように設計可能であるが、水位変化に対応させるため流量の調節機能が必要になるとされている。また、土砂が堆積しやすく、対策あるいは管理が必要となる。

### ストリーム式魚道
傾斜をつけた水路を設け、魚にこの流れを一気に上らせるもの。単なる傾斜水路では途中で流れが加速して急流になるため、魚道内にイボ型、桟型の突起を設けたり、阻流板と呼ばれる板を立てて流れを妨げ、流速を落とす。突起を設けたものとしては粗石付き斜路式魚道があり、阻流板を用いたものとしては、いくつかの派生型を持つデニール式魚道がその典型である。
デニール式は、凹字型の板を斜め上流側に傾けて水路に差しこんだ独特の形状をした魚道で、水面付近が激流になるが、底の流れが緩い。 ストリーム式（水路タイプ）の魚道はプール式のように流れを大きく遮る隔壁を設けないので、概して勾配が緩やかになるが、デニール式はその中でも急勾配化が可能な形式である。反面、急勾配化のためには水路断面に対し、阻流板を大きくしなければならないので、ゴミづまりの問題が生じやすくなる。
ストリーム式魚道では、プール式のように低流速のプールがないので、魚道の途中に休息プールを設けなければならないことも多々ある。

#### 自然石スロープ魚道

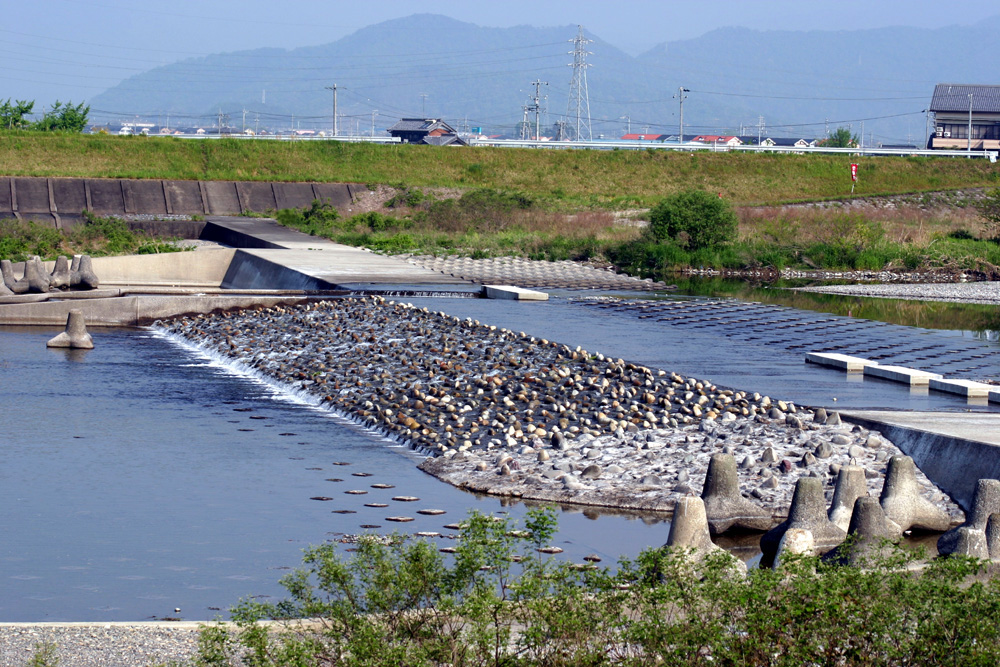
「自然石スロープ魚道」（揖斐川支流・根尾川）根尾川にもある玉石を使用して設置された魚道。
（岐阜県大野町、2009年1月）

「粗石付き斜路式魚道」の課題である「途中に休息プールを設ける必要がある」を解決するために開発された魚道である。
ストリーム式魚道では魚道内に一定間隔で休息プールを設ける必要があるが、プール水深が30 cm以上に大きくなると魚類がプール内で休息し過ぎる（留まる）傾向が報告されている。
開発された「自然石スロープ魚道」は、魚道表面に直径30 cm - 50 cm程度の自然石（玉石）をランダムに配置し、その石の下流側に直径30 cm - 50 cm、深さ10 cm程度の凹部を設けて「休息プール」とする構造でストリームタイプの流れの魚道である。この魚道底面の突起部となる自然石は流速を和らげる効果があり、休息プールとなる凹部など魚道底面全体が径25 mm - 40 mmの細かな自然石の凹凸で覆われている。この細かな自然石の凹凸は、魚道底面付近（底面から4 cm - 5 cm程度）の水深を流れる流速を和らげる減速効果と、カニやカメが移動する際にこの細かな自然石の凹凸に爪を掛けることができるなどの特長を有している。
これらの特長は後述の「自然石パノラマ魚道」に備わった特長である。「自然石パノラマ魚道」が設置された後の追跡調査や実験により、その形状の有効性が立証されたため「自然石スロープ魚道」を開発するにあたり採用されたものである。

### 扇形魚道

#### 自然石パノラマ魚道

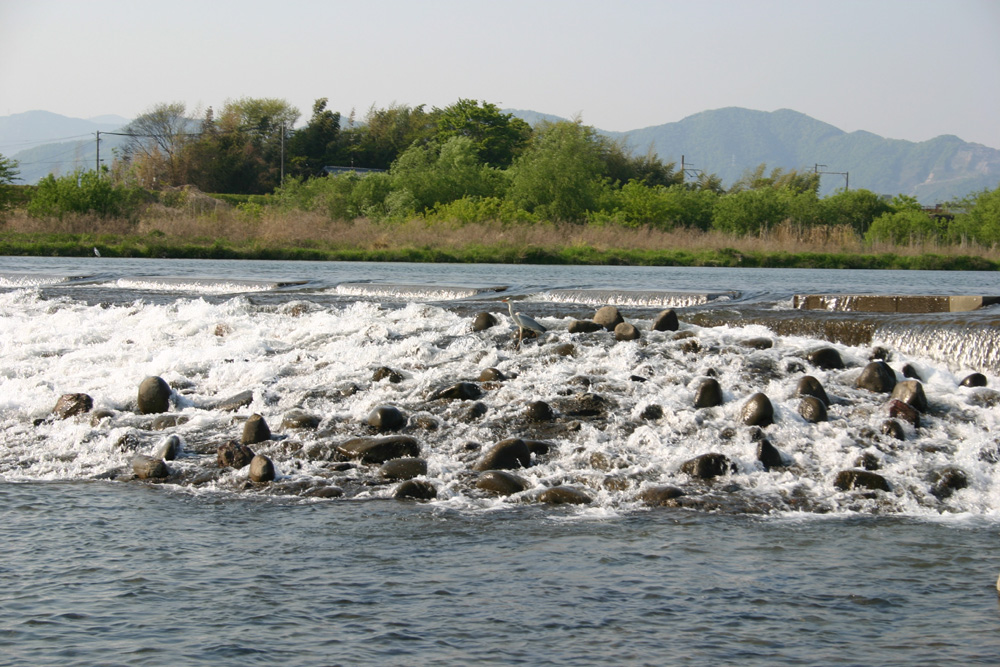
「自然石パノラマ魚道」（揖斐川支流・根尾川）自然河川の段差にも見られる自然の斜流を模した流れの扇形魚道。
（岐阜県大野町、2008年6月）

「扇形魚道」は河川横断施設の越流部の一部を中心点として下流側の河床に向けて扇形に180度 - 90度の扇形に設置される。ただしこの中心点が1箇所の場合は少ない。扇形魚道の中心点が1箇所の場合、上流から流れてくる水を受け入れる幅（左右の90度の扇形部に挟まれた中央部の幅）が無いため魚道内へ受け入れる流量が不足する。魚道内へ十分な水を受け入れるためには扇形の中心点を間隔を開けて2箇所とする。左右2箇所の中心点に挟まれた箇所を「中央部」として水を受け入れるための十分な幅を確保する必要がある。河川幅や段差部の高低差の大きさにもよるが、5m - 20m程度の中央部の幅を設けてその左右端部の上流角で河川構造物の段差部と接合する箇所をそれぞれ中心として90度に広がる扇形の遡上経路が設けられる。中央部魚道とその左右に設けられた90度の扇形魚道全体で「扇形の魚道」となる。
この左右側面からの遡上経路を備えている構造は「突出型魚道」には無い重要な構造である。この特長により遡上環境に優れた魚道として注目されたが、旧来の扇形魚道は中心点が1箇所でしかも一定勾配で設計されたため、流れが下流側の河床に向けて広がるにつれ流下する水が分散されて水深が浅くなった。このため一定の河川流量の時にしか魚道として機能できない結果となり、自然河川の流量の増減変化に対応できない魚道として低く評価された。
突出型魚道には備わっていない左右側面からの遡上経路の利点を活かしつつ、この水深の課題を解決した新型の扇型魚道が開発されその景観から「自然石パノラマ魚道」と命名された。
この魚道は全体が一定勾配であった旧来の扇形魚道の勾配を見直し変化を持たせた。縦断方向（川の流れの方向）より横断方向の勾配を急にしたことで、平水時には横断方向へ流れが集まって流下するため遡上に必要な水深が十分に確保されるようになった。平水位の場合は扇形魚道の下流先端までは流れが到達しないが、増水すると魚道の下流先端まで流れが到達することになる。流量の増減により魚道内の流況も変化するが、魚道内の上流部は流量も流速も大となり、下流部は流量も流速も小となる。魚類をはじめとする水棲生物は自分の体力にあった流況を選んで遡上することができる。減水時には床固工などの河川構造物の直下の魚道部分に設けられた「集水溝（幅20 cm - 30 cm程度、深さ10 cm - 15 cm程度）」に水が集まって流下する。このため段差部に突き当たった魚類が滞留しながら横断方向へ移動して遡上経路を探す過程で集水溝を流下する水が「呼び水」となるため、それに誘われて遡上経路（集水溝）に到達し遡上することができる。
開発された扇形魚道は、勾配に変化をもたせた魚道表面に直径30 cm - 50 cm程度の自然石（玉石）をランダムに配置し、その石の下流側に直径30 cm - 50 cm、深さ10 cm程度の凹部を設けてプールとする構造でストリームタイプの流れの魚道である。この魚道底面は流速を和らげる効果のある自然石や、プールとなる凹部の配置の他、底面全体が径25 mm - 40 mmの細かな自然石の凹凸で覆われている。この細かな自然石の凹凸は、底面付近（底面から4 cm - 5 cm程度）の水深を流れる流速を和らげる減速効果と、カニやカメが移動する際にこの細かな自然石の凹凸に爪を掛けることができるなどの特長を有している。この魚道の設置にあたり初期の段階では現場打ちでこの魚道を建設したが、コンクリートで自然石を固定する作業を行う場合に、バイブレータで自然石の周囲のコンクリートを締め固めると流動化して流れてしまう。このため先に固定した自然石も傾いて賽の河原の施工となった。
そのような現場施工では自然石を堅固に固定できない。また、作業員によって魚道としての品質が安定しないことが懸念された。そこで自然石を確実に魚道底面に固定するためには、流動化しない平らな箇所の型枠内でしっかりとコンクリートを締固める必要が有るとの考えから、魚道としての自然石を堅固に配置したコンクリート二次製品が開発され、今では誰が施工しても魚道としての一定以上の品質が保てるよう図られている。このように魚道を設置する工法や特長は前述の「自然石スロープ魚道」に取り入れられている。

#### 棚田式魚道

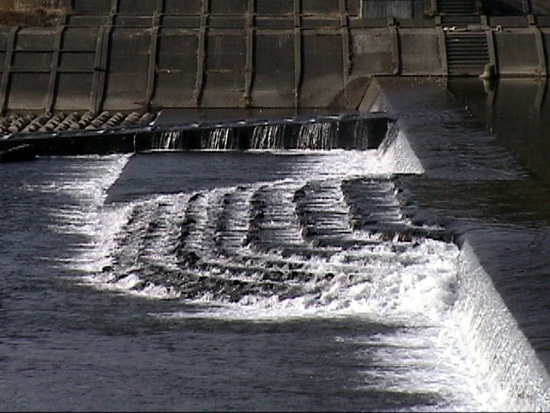
「棚田式魚道」（根尾川上流の山で採取された割り石を使用した流れ。揖斐川支流・根尾川第3床固め工）
（岐阜県大野町、2000年5月）

もうひとつの代表的な扇形魚道として「棚田式魚道」が挙げられる。同じく扇形の魚道表面（底面）に配置する自然石は扇形の魚道の輪郭に沿って並べられ、順次上流側に向かって間隔をおいて階段状に配置されている。各段の自然石の配列は階段式のプール壁を年輪状に形成されている。魚道全体として原風景の「棚田」を連想させる構造である。
この魚道のプール水深は20 cm程度としてある。従来の魚道のプール水深が60 cm - 80 cm以上とされてきたのに比べ浅く設定してあるが、この水深については各種の実験結果などにより、アユの遡上行動、跳躍行動、メンテナンスフリーなどにおいて良好な成果が報告されている。また、自然石を連続して並べて自然石と自然石の間に隙間のあるプール壁としてある。この隙間の部分を魚類をはじめ水棲生物が移動経路として通過していくのが確認されている。魚類をはじめとする生物は棚田式魚道の底面に沿って魚道内を遡上することになるため、従来のように幾つものプール壁を乗り越えなくても良い魚道となっている。この隙間付きのプール壁は「スリット付きプール壁」と称されている。

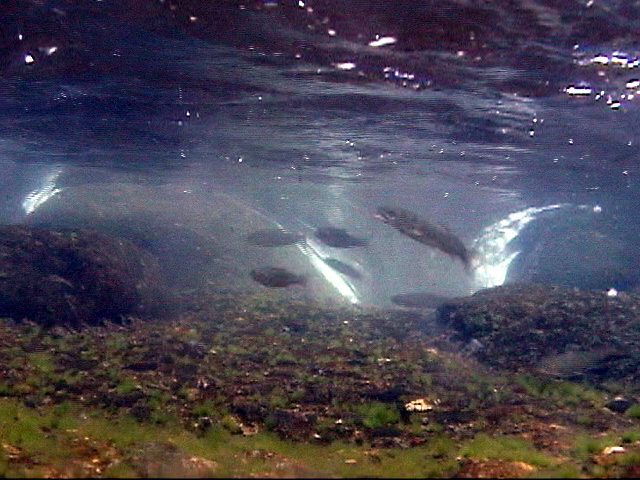
「スリット部を通過するアユの群れ」（揖斐川支流・根尾川第3床固工）
（岐阜県大野町、2000年5月）

「棚田式魚道」においても、魚道の表面勾配は縦断方向より横断方向を急に設計してある。中央部とそれを挟んだ左右の扇状の側面からの遡上経路や、河川構造物直下の魚道に設ける「集水溝」、魚道底面全体に設けられた細かな自然石の凹凸形状などは前述の「自然石パノラマ魚道」と同様な構造となっており、その有効性についても実験や調査の成果が報告されている。
棚田式魚道の左右側面に設けられた扇状の遡上経路の有効性については、実際に設置された幾つかの棚田式魚道において、遡上調査を行って実証してある。左右の扇状部をそれぞれ「左岸側」、「右岸側」とし、それに挟まれたエリアを「中央部」として区分し網で囲って、それぞれの上り口に到達した魚類がそのまま魚道上流部の出口に到達した位置で水中ビデオ撮影を行い、後日それぞれのエリア毎の遡上匹数をカウントした調査結果が報告されている。

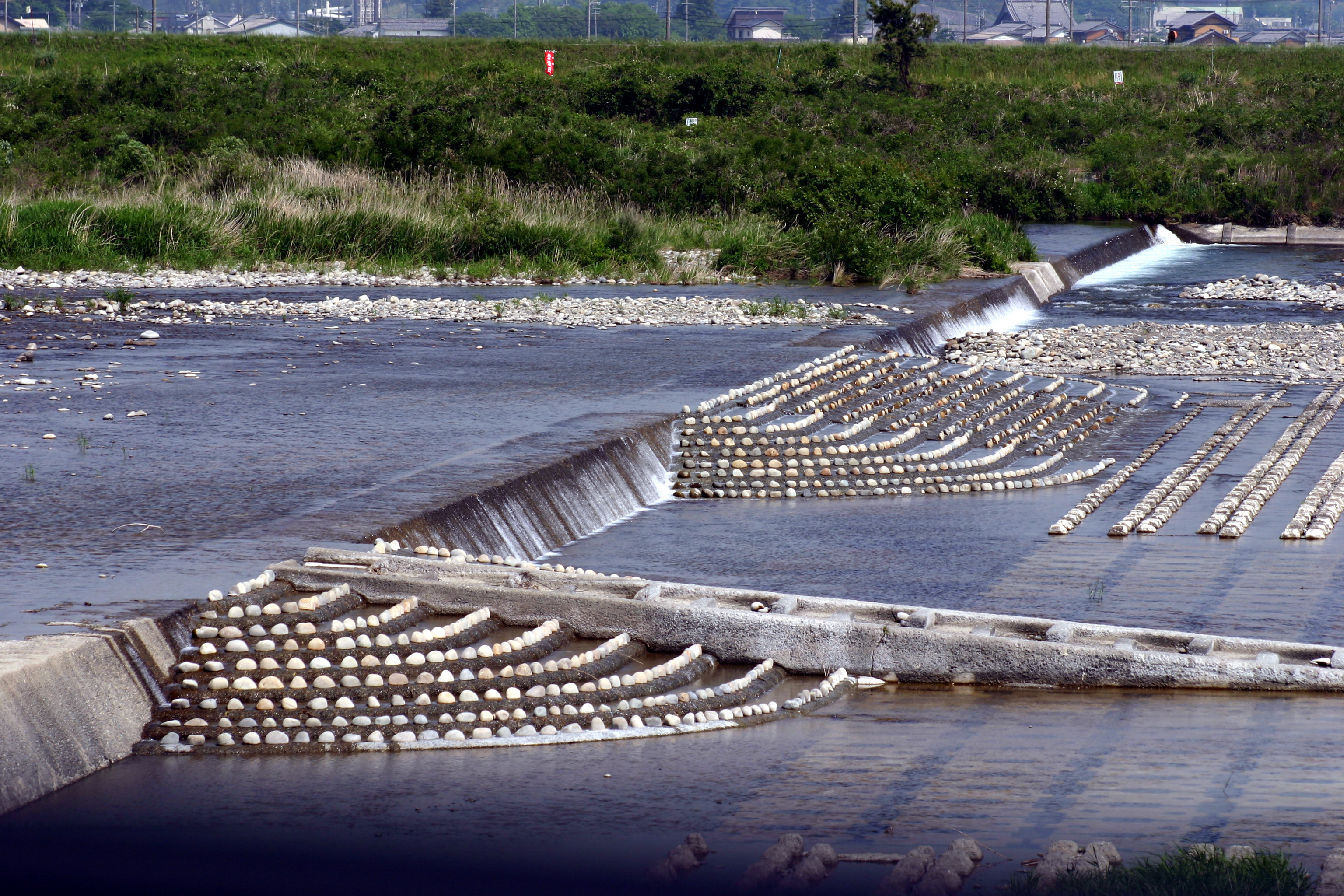
「棚田式魚道」（根尾川にもある玉石を使用した流れ。揖斐川支流・根尾川第8床固工）
（岐阜県大野町、2008年5月）

中央部は段差部から下流方向に直角に突き出た構造であるため、従来の「突出型魚道」として取り扱い、左右の扇状の遡上経路は扇形魚道の特長である左右からの遡上経路を備えた扇形魚道の構造として取り扱い検証してある。天然アユをはじめとする様々な生物の遡上経路の調査では、いずれの棚田式魚道の遡上調査においても左右の扇状部を遡上経路とした魚類の合計の匹数が、中央部を含めた魚道全体の遡上匹数の3分の2以上に及んでいる結果が報告されている。
突出型魚道にあたる中央部からの遡上匹数は全体の3分の1以下となっている。ある棚田式魚道では、アユなどの泳ぎが得意な魚類のほかヨシノボリなどの泳ぎが得意ではない底生魚についても良好な遡上が確認されている。大変多くの底生魚がアユなどと同様に側面からの遡上経路を選んで多く通過していることが報告されている。これらの実験により左右の側面からの遡上経路を備えていない突出型魚道の構造に対し、左右の側面からの遡上経路を備えている扇形構造の優位性・有効性が報告されている。
「棚田式魚道」もまた前述の「自然石パノラマ魚道」と同様に現場打ち施工が困難であるため、棚田式魚道に適した自然石の配置がしてあるコンクリート二次製品が開発され、誰が施工した場合においても魚道としての一定以上の品質が確保できるように図られている。

### 多自然型魚道
近自然型魚道ともいい、自然の川を模してあらゆる水生生物が通れるように配慮したもの。多自然型迂回水路などがある。魚の遡行を妨げないための人工構造物という魚道のもともとの概念を離れ、多自然型川づくりを魚道に持ち込んだものと言える。条件しだいで自然の川と見まがう水路ができるが、自然に任せればうまくいくというものではなく、細かく配慮した設計と施工が必要になる。
また、自然な流れで魚を遡上させるには、概して人工的な魚道よりも勾配を緩やかにする必要があり、その分、長大な魚道となって建設コストは嵩む。場所も多くとる。さらに魚道内の植物繁茂等も生じやすく、維持管理の手間・コストもかかる。
魚道内の石組み、石の大きさ等を工夫すれば、それなりに急勾配化は可能だが、その場合の流れは、プール式魚道などの人工的な魚道と同様になる。総じて多自然化、近自然化の度合いを高めるほど、見た目の美しさ、親水性、自然への接近という利点は増進するものの、建設費、維持管理の手間などのコスト面の問題も増し、また、魚道効果の持続性に十分な配慮が必要となる。

## 新たな方式

### 高低差が大きな箇所に設ける専用魚道について

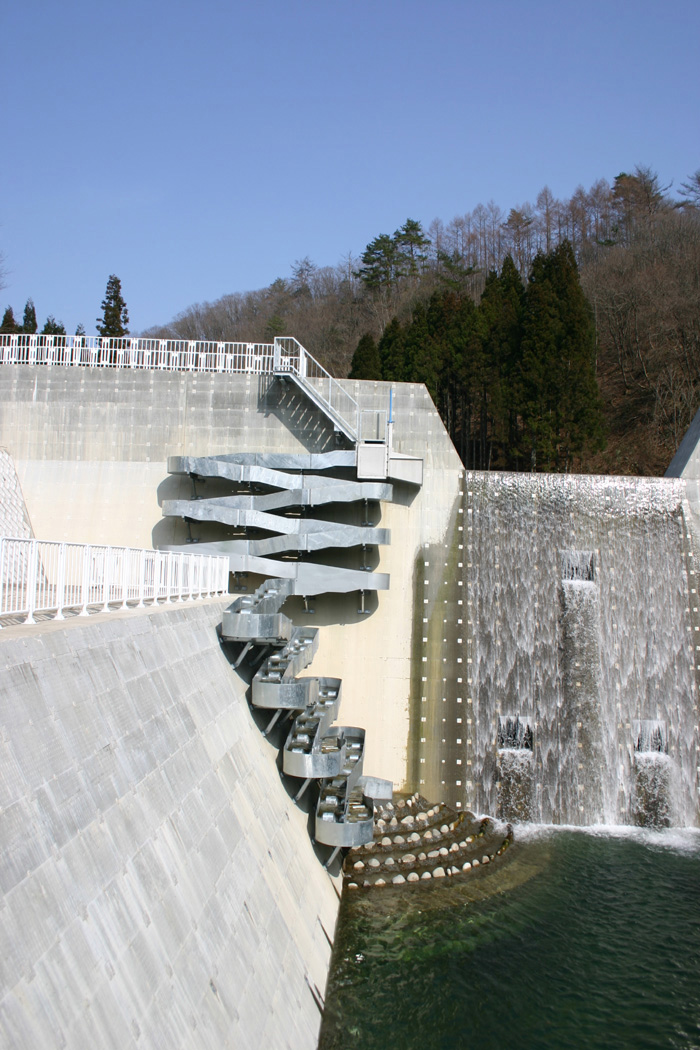
「たて型壁面魚道」（越美山系・山の谷）の上り口へは棚田式魚道で誘導している。
（岐阜県揖斐川町、2008年3月）

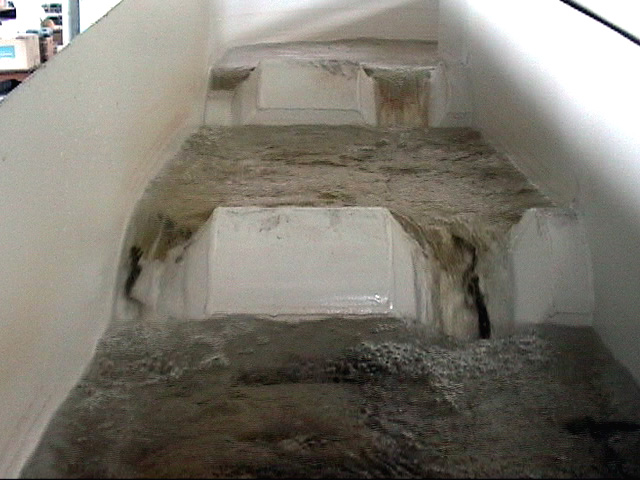
「たて型壁面魚道のスリット部を通過するアマゴ」（岐阜大学：原形魚道実験より2005年10月）

これまで、砂防ダムなど高低差が比較的大きな箇所に設置する専用魚道は無かったため、高低差が小さな箇所に設ける突出型魚道の製品を使用して折返し型で設置された。しかし設置には広い面積を要したり施工期間も長期を要するという課題があった。また同様な製品を螺旋状に積み上げた設置例もある。この螺旋式魚道は流下する水が一定方向に旋回しながら流下するため、下流に向かうほど流れが加速され魚類の遡上が困難になる事例が報告されている。このような課題を解決するため、最近では砂防ダムなどの河川構造物の壁面に直接取り付け縦方向に組上げて魚道を構成する高低差が比較的大きな箇所専用の新型魚道が開発されて設置されている。

#### たて型壁面魚道
この魚道は河川構造物の壁表面に縦方向に設置されることから「たて型壁面魚道」と称される。この魚道のパーツは大きく3種類から成る。「右の折返し部」と「左の折返し部」及びそれらをつなぐ「樋部」である。螺旋式魚道が一定方向に旋回を繰り返すことで流れに加速が生じる報告がされているため「たて型壁面魚道」の折り返し部の旋回方向は「右旋回」と「左旋回」を交互に繰り返し、全体としてS字状の流れがブレーキをかけて加速現象を防ぐ構造となっている。この鋼製魚道のプール壁の形状は「棚田式魚道」の丸みのある自然石に挟まれた「スリット部」の形状や間隔が、アユをはじめとする水棲生物の通過に良好な成果が報告されているため、その形状を鋼製で模して製作してある。
設置方法についても、ダム本提及び側壁などの河川構造物の壁面に直接ボルトを使用して3種類のパーツ毎に単体で取り付ける工法を用いている。このため上部の魚道の重量が下部の魚道に荷重としてかからない構造であるため何層もの設置が可能となる。魚道を河川構造物の壁面に直接取付けるため、魚道用として河川構造物以外の用地が必要ない。また、建設費が安価で施工期間も大幅に短縮された施工例が報告されている。

### 巨石が流出する箇所に設置する魚道について
山間の河川では、設置された魚道に巨石が衝突して魚道が破壊される事例がよく報告されている。このように巨石が流出してくる河川（流路工）に設置できる魚道もいくつか提案されているので、そのうちの2例を紹介する。

#### 亀の甲羅型魚道
前述の扇形魚道のひとつである「自然石パノラマ魚道」の表面に配置されている自然石の大きさについて、流出してくる巨石と同等以上の大きさの巨石を使用してある。扇型魚道の表面全体を現地の巨石を利用して覆い、コンクリートで繋ぎを行う構造の魚道である。この巨石と巨石の間が「魚類の通り道」となる。流出してきた巨石が魚道に衝突した場合、その表面に配置された巨石に衝突することになるため、巨石より奥まった位置にある「魚類の通り道」は損傷を免れる。流出してきた巨石は弾かれて魚道の下流に流されることとなる。結果として魚道全体に損傷が生じないこととなる。
この魚道における「魚類の通り道」は、魚道表面に配置された巨石と巨石の間の隙間に充填するコンクリートを掘り下げて水路を造り、その通り道の底面は高水圧洗浄機により骨材を洗い出す方法をとる。この骨材による自然石の細かな凹凸は「通り道」を流下する流れの底面から近い部分の流速を和らげる減速効果が期待される。（「魚類の通り道」の大きさは、巨石の大きさにもよるが幅20 cm - 50 cm程度、深さ20 cm - 50 cm程度の大きさとなって遡上経路としての役割を果たすことになる。）

#### 構造物内魚道
流出してくる巨石の衝突を避けるために、河川構造物の例えば床固工の下流側の垂直に近い壁面に埋め込む鋼製魚道である。河川構造物の下流側の壁面に魚道の側面の「明り取り部」が覗く状態で構造物内に設ける魚道工法である。これにより濁流とともに流出してきた巨石は、床固工の上部（越流部）を押し流されて下流へと流されて行くため、河川構造物の下流側壁面には衝突しにくいため魚道に損傷が生じにくくなる。この鋼製魚道は「たて型壁面魚道」の「スリット付きプール壁」構造を取り入れ、上部の開口部に覆いを設け、側面は水深以上の箇所を開口部として「明り取り部」としたものである。

## 付属設備
以上のような基本構造に関わる形式のほかに、様々に工夫した設備を設ける場合がある。
例えば、魚道の中にフラップゲート、スライドゲートなどの魚道ゲートを設け、上流河川水位の変化に対して魚道流量、魚道水深を調節する場合があり、もっと大がかりに、水路そのものを動かして勾配を変化させる可動式魚道もある。ただし、これらを用いても、魚道流量、魚道水深、魚道流速の全てを安定化させることは困難である。
また、魚道の中には、脇に別の水路を作って呼び水とするものがある。遡上しようとする魚は水が流れてくる方向に泳ごうとするので、水の流れが強いところを感知して集まってくる。魚道の流量が少なく、魚に感知させるに足りないときに、脇の別の水路から水を流して呼び水とする。集まってきた魚は呼び水水路には入れないが、そばにある魚道を容易に探り当てて進入する。 同じ目的で、斜路式魚道の入り口（下流口）側を扇形に開いたものがある。入り口の幅を広げて魚が入りやすくするものである。この場合、扇形に広げた分、流れは拡散し、流れの勢いは減じるので、魚にとって水の流れを感知しにくくなるデメリットもある。
その他、遡上の補助施設として、水路にロープを掛け渡してカニの遡行補助とするもの、魚道の床に小石を入れて底生魚（カジカ類、ハゼ類、ナマズなど）や無脊椎動物の遡上の補助とするものなどがある。
なお、魚の遡上の様子を訪問者が眺めるための観測窓が設けられることがある。